# Dagblad van Almere
Het Dagblad van Almere was een kopblad van De Gooi- en Eemlander (onderdeel van de Hollandse Dagbladcombinatie). Het dagblad werd per 1 januari 2003 opgeheven wegens het geringe aantal abonnees.
Sinds de opheffing van het Dagblad van Almere verscheen tot halverwege 2017 Almere Vandaag, een gratis huis-aan-huisblad met nieuws uit Almere.